# Wae Rebo
Wae Rebo ist ein Dorf auf der indonesischen Insel Flores im Regierungsbezirk Manggarai der Provinz Nusa Tenggara Timur. Es ist geprägt durch die traditionellen Häuser der Manggarai und durch seine Abgeschiedenheit, da es isoliert in einem Hochtal ohne Straßenanbindung liegt und nur zu Fuß zu erreichen ist.

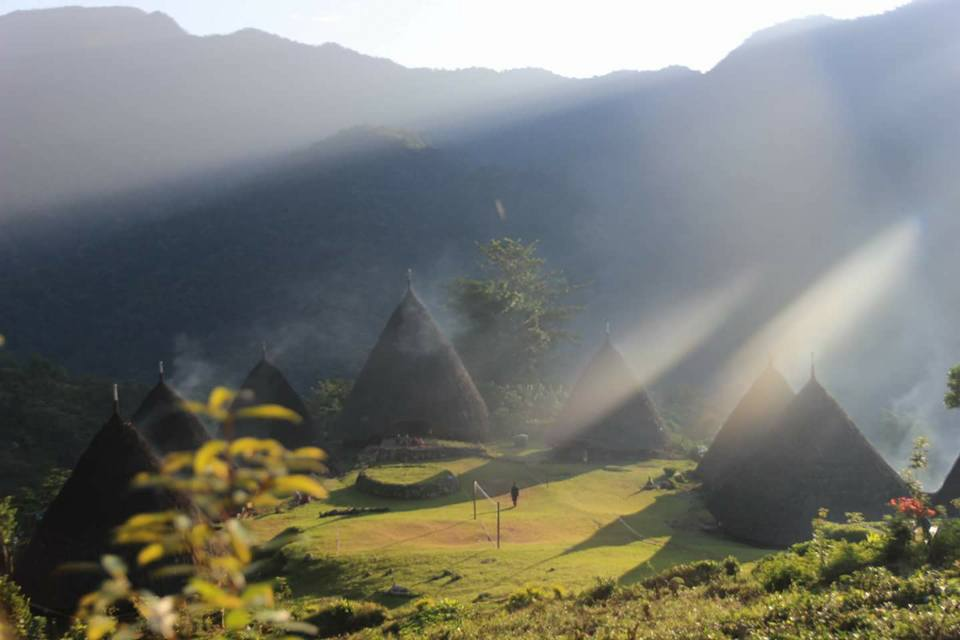
Manggarai-Häuser von Wae Rebo

## Lage und Ortsbild
Wae Rebo liegt auf etwa 1100 m Höhe am Berg Rato, nahe der Südwestküste von Flores. Der Ort verfügt über keine direkte Verkehrsanbindung. Zugang zum Dorf und auch der Warentransport erfolgen fast ausschließlich zu Fuß über Bergpfade, die größtenteils durch tropischen Regenwald führen. Der Hauptpfad führt von dem Küstenort Denge zunächst als asphaltierte Straße ca. 5 km an den Fuß der bewaldeten Gebirgspfade. Von dort sind es ca. 10 km, teils steiler Trampelpfad bis zum Dorf, das in einem Hochtal am Berg Rato liegt.
Die rund 200 Einwohner sind nahezu ausschließlich katholische Christen. Wae Rebo soll vor langer Zeit durch Empu Maro gegründet worden sein. Die heutigen Bewohner sind nach der Legende dessen Nachkommen in der 18. Generation. Sie leben vorwiegend von der Landwirtschaft, durch Anbau von Kaffeebohnen, Vanilleschoten und Zimt.

## Sehenswürdigkeiten und Tourismus
Der charakteristischste Aspekt Wae Rebos sind die traditionellen, sogenannten Mbaru Niang-Rundhäuser, die mit konisch geformten, bis fast zum Boden reichenden Dächer aus Stroh der Lontarpalme gedeckt sind. Diese Häuser waren einst typisch für die Region, verfielen und verschwanden aber in den letzten Jahrzehnten zusehends. Mit Hilfe einer Gruppe von Architekten, Handwerkern und Künstlern aus Jakarta wurden zehn dieser Häuser begutachtet und so restauriert, dass sie wieder als traditionelle Behausung für bis zu acht Familien eines Clans dienen können. Die Häuser sind bis zu sieben Stockwerke hoch, wobei nur die unterste Ebene als Wohnfläche dient und die weiteren Zwischenböden der Lagerung und Verarbeitung der in der Umgebung angebauten, landwirtschaftlichen Produkte vorbehalten sind.
Seit 2012 ist der Tourismus eine zunehmend wichtigere Einnahmequelle für die Bewohner des Dorfes. Rucksacktouristen wird im Ort eine Übernachtungsmöglichkeit mit Verpflegung in einem als Sammelunterkunft dienenden Manggarai-Haus geboten. Sonstige touristische Einrichtungen oder Infrastruktur existieren bislang nicht. Im Rahmen der Veranstaltung "UNESCO Asia Pacific Heritage Awards" wurde 2012 in Bangkok von der UNESCO an Wae Rebo die Auszeichnung "Top Award of Excellence" verliehen. Seither wird das Dorf im Rahmen eines Öko-Tourismus-Projektes von der UNESCO gefördert.